# Mycosphaerella calthae
Mycosphaerella calthae är en svampart som beskrevs av Clem. 1906. Mycosphaerella calthae ingår i släktet Mycosphaerella och familjen Mycosphaerellaceae.   Inga underarter finns listade i Catalogue of Life.